# Dengshuang
Dengshuang (kinesiska: 邓双镇, 邓双) är en köping i Kina. Den ligger i provinsen Sichuan, i den sydvästra delen av landet, omkring 37 kilometer sydväst om provinshuvudstaden Chengdu. Antalet invånare är 23 458. Befolkningen består av 11 188 kvinnor och 12 270 män. Barn under 15 år utgör 11,0 %, vuxna 15-64 år 77 %, och äldre över 65 år 11,0 %.
Genomsnittlig årsnederbörd är 1 367 millimeter. Den regnigaste månaden är juli, med i genomsnitt 383 mm nederbörd, och den torraste är januari, med 12 mm nederbörd.